# Comuna de Lipus
Lipusz (polaco: Gmina Lipusz) é uma gminy (comuna) na Polónia, na voivodia de Pomerânia e no condado de Kościerski. A sede do condado é a cidade de Lipusz.
De acordo com os censos de 2004, a comuna tem 3360 habitantes, com uma densidade 30,8 hab/km².

## Área
Estende-se por uma área de 109,2 km², incluindo:
- área agricola: 23%
- área florestal: 66%

## Demografia
Dados de 30 de Junho 2004:
|                      | Total   | Total | Mulheres | Mulheres | Homens  | Homens |
| -------------------- | ------- | ----- | -------- | -------- | ------- | ------ |
|                      | pessoas | %     | pessoas  | %        | pessoas | %      |
| População            | 3360    | 100   | 1635     | 48,7     | 1725    | 51,3   |
| Densidade (pop./km²) | 30,8    | 100   | 15       | 15       | 15,8    | 15,8   |

De acordo com dados de 2005, o rendimento médio per capita ascendia a 2203,70 zł.

## Comunas vizinhas
- Dziemiany, Kościerzyna, Parchowo, Sulęczyno, Studzienice